# Ben van Voorn
Ben van Voorn (Eelderwolde, 5 september 1927 – Yde, 22 december 2004) was een Nederlands schilder, tekenaar, graficus, keramicus, artdirector voor tekenfilms en docent van de Academie Minerva.

## Illustratief werk
Van Voorn heeft van 1948 tot 1955 als illustrator gewerkt voor de Toonder Studio's in Amsterdam. Eerst werkte hij enkele jaren in vaste dienst, later als freelancer. Ook na zijn verhuizing naar Yde in 1958 tekende hij tot 1969 nog diverse strips voor deze studio, zoals de achtergronden voor de strips van de Bommelsaga. 
Voor de Bommel-film Als je begrijpt wat ik bedoel maakte hij de achtergronden, en hij werkte aan twee Franse Asterix-films. Van Voorn tekende ook zelf strips, cartoons en boekillustraties.

## Vrij werk
Ben van Voorn stopte met het illustratiewerk. Marten Toonder accepteerde Van Voorns overweging dat hij meer tijd vrij wilde maken voor zijn eigen kunstenaarschap. Als reactie op Van Voorns beslissing schrijft Toonder: "Het opladen van de accu is een goed en moedig plan, waar ik veel waardering voor heb. Voor Tom Poes is het natuurlijk sneu. Maar ik zal het zien te redden. Er zijn vele tekenaars, maar er is maar één Ben van Voorn."

## Bommelfilm
Begin jaren 80 wist Marten Toonder hem opnieuw te strikken, nu als achtergrondschilder voor de Bommelfilm Als je begrijpt wat ik bedoel van Rob Houwer, waarvoor Van Voorn aquarellen maakte van soms wel zes meter lang. Deze prestatie zorgde voor een internationale reputatie in de tekenfilmindustrie. Van de Gaumont Studio's in Parijs kwamen opdrachten binnen voor een tweetal Asterix-films, die een groot succes werden. Er kwamen meer aanbiedingen uit Parijs en ook uit Canada. Maar na een paar films hield Van Voorn de boot af. Hij vond zijn eigen vrijheid belangrijker.

## Verder werk
Onderwerpen zijn vooral landschappen, stillevens en portretten, maar ook sprookjesachtige taferelen. Ben van Voorn werkte met uiteenlopende stijlen en in verschillende materialen en technieken. Zijn oeuvre omvat aquarellen, stillevens en landschappen in olieverf, surrealistische "andere werelden", maar ook spotprenten die de omgang van mensen met de natuur hekelden. Ook maakte hij tegeltjes met Picasso-achtige motieven, die later hun weg vonden naar keramische borden. 
Van Voorn hield samen met kunstenaar en vriend Jan Schroot 30 jaar lang een dagboek bij, geïllustreerd met vele, vaak humoristische pentekeningen en aquarellen.
- Biografisch Portaal: 36717526
- International Standard Name Identifier: 0000 0000 3535 7078
- Library of Congress Control Number: n93104627
- Nederlandse Thesaurus van Auteursnamen: 070400156
- RKD-Nederlands Instituut voor Kunstgeschiedenis: 81802
- Virtual International Authority File: 28750009